# Hired Gun
Hired Gun es una película documental estadounidense de 2017 dirigida por Fran Strine, que narra las historias de algunos músicos de sesión reconocidos en el ambiente de la música rock como Kenny Aronoff, Liberty DeVitto, Brad Gillis, Jason Hook, Rudy Sarzo, Glen Sobel, Eric Singer y Nita Strauss, entre otros. Fue estrenada el 1 de agosto de 2017 en los Estados Unidos.

## Reparto
- Kenny Aronoff
- Alice Cooper
- Liberty DeVitto
- David Ellefson
- Bob Ezrin
- Brad Gillis
- Derek St. Holmes
- Jason Hook
- Russell Javors
- John 5
- Steve Lukather
- Jason Newsted
- Rudy Sarzo
- Eric Singer
- Glen Sobel
- Nita Strauss
- Steve Vai
- Phil X
- Rob Zombie

## Recepción
En la página Rotten Tomatoes el documental cuenta con un 50% de aprobación. Roger Moore de Movie Nation valoró su contenido, afirmando: "Hired Gun presenta historias familiares y quejas sobre el trabajo "en las sombras", pero de manera divertida".